# 11 février 1986
Le mardi 11 février 1986 est le 42e jour de l'année 1986.

## Naissances
- Andrej Kerić, footballeur croate
- Boris Mahon de Monaghan, footballeur français
- Bruno Vlahek, pianiste et compositeur croate
- Cheng Ming, archère chinoise
- Divinity Love, actrice pornographique tchèque
- Francisco Silva, joueur de football chilien
- Hudson Mohawke, DJ producteur écossais
- Jesús Castaño, cycliste colombien
- Kees Luijckx, footballeur néerlandais
- Marie-Anne Frenken, rameuse néerlandaise
- Mesaad Al-Hamad, footballeur international qatarien
- Misti Dawn, actrice pornographique américaine
- Ned Lukacevic, joueur professionnel de hockey sur glace canado-monténégrin
- Vitinha, footballeur portugais

## Décès
- Arsénio Duarte (né le 16 octobre 1925), footballeur portugais
- Frank Herbert (né le 8 octobre 1920), écrivain américain, auteur de romans de science-fiction
- Hélène Rivier (née le 25 mai 1902), bibliothécaire suisse
- Robert Waddington (né le 28 octobre 1893), as de l'aviation français de la Première Guerre mondiale

## Événements
- Publication du roman La Mort dans la peau
- Guerre Iran-Irak : l’armée iranienne s’empare de Fao, puis décide de mener une grande offensive vers Bassorah. En dépit de multiples attaques, la ville n’est pas prise et l’Iran renonce à ses ambitions militaires en 1987